# Michael Sarne
Michael Sarne (* 6. August 1940 in London als Michael Scheur oder Scheuer) ist ein britischer Schauspieler, Regisseur und Sänger. 1962 hatte er mit dem Novelty Song Come Outside einen Nummer-eins-Hit in England. Ende der 1960er Jahre machte er sich als Autor und Regisseur von Filmen wie Joanna und Myra Breckinridge einen Namen.

## Biografie
Sarnes Eltern flohen 1938 vor der deutschen Besetzung aus dem mährischen Břeclav nach London. Er wurde in Paddington geboren, aber nach dem Krieg kehrte die Familie wieder in die Tschechoslowakei zurück. Sarne erwies sich als Sprachtalent, neben Englisch und Tschechisch beherrscht er alle größeren europäischen Sprachen. Mit 18 Jahren kehrte er für ein Russisch-Studium nach London zurück. Nebenbei verdiente er sich Geld mit Model-Jobs und kleineren Filmauftritten. Dabei kam ihm sein Sprachtalent zugute und er spielte häufig deutsche oder osteuropäische Kleinrollen unter anderem in Die Kanonen von Navarone und der Serie Mit Schirm, Charme und Melone.
Da er auch Gesangsunterricht genommen hatte, wurde er auch für eine Plattenaufnahme engagiert. Was eigentlich als romantischer Popsong gedacht war, wurde durch seinen Cockney-Akzent und den Kommentierungen von Wendy Richard, die ständig fragt, was er eigentlich von ihr wolle, zu einem Novelty Song. Das Lied wurde in einer Folge der beliebten Dauerserie Coronation Street aufgeführt und entwickelte sich zu einem Hit. Im Juli 1962 stand es zwei Wochen lang auf Platz 1 der britischen Charts. Innerhalb eines Jahres schaffte er es mit ähnlichen, mit Akzent gesungenen Liedern noch drei weitere Male in die Top 30. Dann ließ das Interesse nach und nach 1964 machte er nur noch gelegentliche Aufnahmen, ohne jedoch noch einmal in die Charts zu kommen.
Mitte der 1960er Jahre hatte Sarne die Idee für einen Film über eine junge Frau vom Land, die sich in das Großstadtleben stürzt. Bei Joanna schrieb er das Buch und führte selbst Regie. Neben Geneviève Waïte in der Hauptrolle wirkte auch Donald Sutherland mit. Der Film war bei der Kritik sehr erfolgreich. Zur Aufführung in Cannes kam es zwar wegen der Absage des Filmfestivals nicht, aber immerhin wurde er für einen Golden Globe als bester ausländischer Film nominiert. Zwei Jahre später schrieb er das Drehbuch zu Myra Breckinridge nach dem gleichnamigen Roman von Gore Vidal. Der Film war seine zweite große Regiearbeit, Mitwirkende waren unter anderem Raquel Welch in der Titelrolle, John Huston und Mae West.
In den 1970er Jahren wurde es ruhiger um Michael Sarne, erst in den 1980er Jahren kehrte er wieder als Seriendarsteller ins Fernsehen zurück. Kleinere Filmrollen hatte er unter anderem in der Agatha-Christie-Verfilmung Rendezvous mit einer Leiche (1988) und der Musicaladaption Les Misérables von 2012.

## Diskografie
Alben
- Come Outside (1962)
- The Mike Sarne Hit Parade (EP, 1963)

Singles
- Come Outside (mit Wendy Richard, 1962)
- Will I What (mit Billie Davis, 1962)
- Fountain of Love (1962, Split-Single)
- Just for Kicks (1963)
- Just Like Eddie (mit den Innocents, 1963)
- Hello Lover Boy (1963)
- Code of Love (1963)
- Please Don’t Say (1963)
- A Place to Go (1964)
- Love Me Please (mit den LeRoys, 1964)

## Filmografie
Klein- und Nebenrollen im Film
- Die Kanonen von Navarone (1960, nicht genannt)
- Das Schlitzohr (1961)
- A Place to Go (1963)
- Zwei Wochen im September (1967)
- Rendezvous mit einer Leiche (1988)
- Der vierte Engel (2001)
- Tödliche Versprechen – Eastern Promises (2007)
- Dame, König, As, Spion (2011, nur Stimme)
- Les Misérables (2012)

Serienauftritte
- Mit Schirm, Charme und Melone (1961)
- Coronation Street (1962, nur Gesang)
- Der Mann mit dem Koffer (1968)
- Der Aufpasser (1985)
- Feuersturm und Asche (1988, 3 Folgen)
- Die Champagner-Dynastie (1989, 2 Folgen)
- The Knock (1997, 4 Folgen)
- Highland (1998)
- The Bill (2000/2006, insgesamt 3 Folgen)

Regie / Drehbuch
- Joanna (1968)
- Myra Breckinridge – Mann oder Frau? (1970, Romanvorlage: Gore Vidal)
- Intimidade (1975, Vorlage: Vera Verão von Carlos Heitor Cony)
- The Punk (1993, Romanvorlage: Gideon Sams)
- Glastonbury. The Movie (1995, Dokumentarfilm, als einer von mehreren Produzenten)